# Eching (Landshut járás)
Eching település Németországban, azon belül Bajorországban. Lakosainak száma 4297 fő (2023. december 31.). Eching Tiefenbach, Vilsheim, Buch am Erlbach, Moosburg, Wang, Bruckberg és Landshut községekkel határos.

## Népesség
A település népessége az elmúlt években az alábbi módon változott:
| Lakosok száma | 1543 | 1662 | 3717 | 3735 | 3826 | 3903 | 4062 | 4119 | 4255 | 4297 |
|               | 1970 | 1975 | 2011 | 2012 | 2014 | 2015 | 2017 | 2019 | 2022 | 2023 |